# Terramesnil

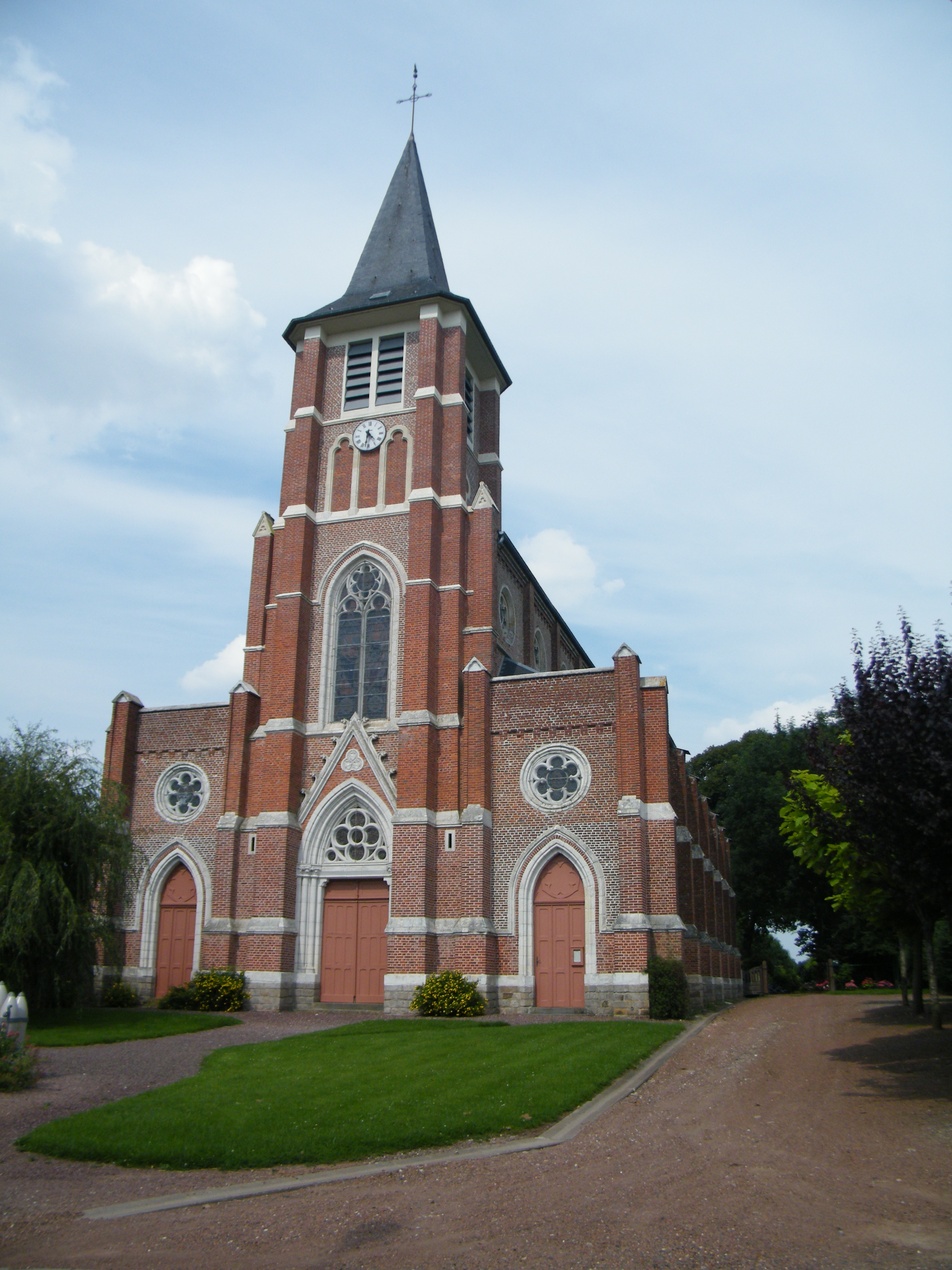
Kerk

Terramesnil is een gemeente in het Franse departement Somme (regio Hauts-de-France) en telt 273 inwoners (2005). De plaats maakt deel uit van het arrondissement Amiens.

## Geografie
De oppervlakte van Terramesnil bedraagt 2,7 km², de bevolkingsdichtheid is 101,1 inwoners per km².
De onderstaande kaart toont de ligging van Terramesnil met de belangrijkste infrastructuur en aangrenzende gemeenten.

## Demografie
Onderstaande figuur toont het verloop van het inwonertal (bron: INSEE-tellingen).